# フォレストーン
『フォレストーン』は、日本のバンド藍坊主の4枚目のアルバム。2008年4月2日にトイズファクトリーより発売。

## 解説
- 前作「ハナミドリ」から約2年ぶりのアルバム。藍坊主としてはシングル・アルバム含め初の初回限定盤、通常盤でのリリース。
- 現時点で、藍坊主のアルバムの中で最高売上を記録している。
- 初回限定盤にはamaotone TOUR FINALの渋谷C.C.LemonホールのLive映像収録。
- 通常盤にはCD-EXTRA仕様で「フォレストーン レコーディング ノート」を収録。

## 収録曲

### CD
1. Esto(4:29)
作詞:佐々木健太、作曲:藤森真一
2. ハローグッバイ(4:30)
作詞:佐々木健太、作曲:藤森真一
  - 4thシングル。
3. コイントス(3:52)
作詞:佐々木健太、作曲:渡辺拓郎･藤森真一
  - 5thシングル。
4. ピースサイン(3:44)
作詞･作曲:藤森真一
  - ライブではアコースティックバージョンで演奏されている。
5. 僕は狂ってなどいない(3:44)
作詞･作曲:佐々木健太
6. 空を作りたくなかった(3:05)
作詞･作曲:佐々木健太
  - 6thシングル。
7. 羽化の月(FORESTONE Ver.)(4:12)
作詞･作曲:佐々木健太
  - 4thシングルc/wのアルバムバージョン。曲の最初と最後に森の木漏れ日の音が入っており、最後はその音に合わせてhozzyがアカペラで歌っている。ベストアルバム「The very best of aobozu」にもこちらのバージョンが収録された。
8. 不滅の太陽(4:00)
作詞･作曲:佐々木健太
  - 羽化の月の続編的な曲。共通して「ルノ」という名前が歌詞に書かれている。また、歌詞に「4分かんのはね」と書かれている通り、演奏時間はちょうど4分である。
9. 深く潜れ(4:38)
作詞･作曲:藤森真一
10. 言葉の森(4:54)
作詞･作曲:藤森真一
  - 7thシングル。
11. アジサイ(4:24)
作詞･作曲:藤森真一

### DVD(初回限定盤のみ)
TOUR「amaotone」FINAL 2007.7.6 渋谷C.C.Lemonホール
1. OPENING
2. 水に似た感情
3. シータムン
4. テールランプ
5. 桜の足あと
6. 瞼の裏には
7. BACKSTAGE
8. スプーン